# Мирон I
Мирон I (др.-греч. Μύρωνας; VII век до н. э.) — древнегреческий политический деятель, тиран Сикиона из династии Орфагоридов.
О Мироне, как и о большинстве Орфагоридов, известно немногое. Это был гражданин Сикиона, сын Андрея и брат Орфагора, захватившего власть над родным городом. В 648 году до н. э. Мирон одержал победу на Олимпийских играх, в гонках на квадригах, после чего построил в Олимпии сокровищницу. После смерти брата (по-видимому, после 648 года) Мирон стал тираном Сикиона. Своего сына Аристонима он женил на дочери Орфагора.